# Syzygium crypteronioides
Syzygium crypteronioides är en myrtenväxtart som beskrevs av Peter Shaw Ashton. Syzygium crypteronioides ingår i släktet Syzygium och familjen myrtenväxter. Inga underarter finns listade i Catalogue of Life.